# Slag bij Evesham
De Slag bij Evesham was een veldslag die in 1265 in Engeland werd uitgevochten tussen troepen van koning Hendrik III, onder leiding van kroonprins Eduard, en de troepen van een alliantie van opstandige baronnen die geleid werd door Simon van Montfort.
Simon van Montfort had sinds 1264 controle over de koninklijke regering, maar nadat enkele van zijn bondgenoten waren overgelopen en kroonprins Eduard uit gevangenschap ontsnapte werd hij in het defensief gedwongen. Hij werd door de royalisten gedwongen strijd te leveren in Evesham tegen een leger dat tweemaal zo groot was als zijn eigen leger. De slag ontaardde al snel in een bloedbad waarbij Simon van Montfort om het leven kwam en zijn stoffelijk overschot werd verminkt. De slag leidde tot het herstel van het koninklijk gezag, maar de weerstand werd pas in 1267 definitief beëindigd toen het Dictum van Kenilworth werd ondertekend.

## Achtergrond
Simon van Montfort had zijn dominante positie in de regering van het koninkrijk te danken aan het feit dat hij in de Slag bij Lewes de baronnen naar de overwinning had geleid. Tijdens de slag werden koning Hendrik, kroonprins Eduard en Richard van Cornwall, de broer van de koning, gevangengenomen. Montforts positie verslechterde echter snel toen enkele belangrijke bondgenoten hem in de steek lieten. In februari 1265 werd Robert de Ferrers, graaf van Derby, gevangengezet in de Tower en in mei liep een nog machtiger bondgenoot, Gilbert de Clare, 3e graaf van Gloucester, over naar de royalisten. Met hulp van Gloucester slaagde prins Eduard erin om uit zijn gevangenschap te ontsnappen en de machtige landheren in de Welsh Marches schaarden zich achter Eduard.
Om deze tegenstand de kop in te kunnen drukken riep Montfort de hulp in van Llywelyn ap Gruffydd, de zelfbenoemde prins van Wales. Deze was bereid hem te helpen in ruil voor erkenning van zijn titel en het behoud van alle gebieden die aan hem toe zouden vallen. Deze overeenkomst met een van Engelands vijanden kostte Van Montfort echter veel van zijn populariteit in Engeland. Eduard had ondertussen met succes de stad Gloucester belegerd en op 29 juni ingenomen. De strategie van Montfort bestond er nu uit om contact te maken met zijn zoon Simon en samen het koninklijke leger te verslaan. De opmars van zijn zoon westwaarts vanuit Londen vorderde echter te langzaam en Montfort moest de prins in zijn eentje confronteren. Hij slaagde erin om het kasteel van de baronnen in Kenilworth te bereiken maar Eduard had de troepen van de baronnen buiten het kasteel veel verliezen toegebracht. Daarna trok prins Eduard naar het zuiden en hij slaagde er op 4 augustus in om Montfort bij Evesham klem te zetten in een bocht van de Avon. Toen Montfort dit besefte heeft hij naar verluidt gezegd: "Heer, heb meelij met onze ziel, want onze lichamen behoren hen toe".

## De slag
Prins Eduard stelde zijn troepen ten noorden van Evesham op langs een richel die Green Hill werd genoemd. Hijzelf nam het bevel over de linkerflank op zich terwijl Gloucester het bevel voerde over de rechterflank. Simon van Montfort moest Evesham verlaten door een onweersbui. De baronnen hadden hun overwinning bij Lewes toegeschreven aan een goddelijk voorteken. Ze hadden destijds witte kruizen op hun kleding en deze zouden hen de overwinning hebben bezorgd. Nu deden Eduards troepen hetzelfde, maar nu met rode kruizen. Volgens de kroniekschrijver William Rishanger, zou Montfort toen hij de koninklijke troepen zag naderen over de kruizen gezegd hebben: "Dit hebben ze niet zelf bedacht, dit heb ik hen geleerd".
Geconfronteerd met een ongunstige overmacht besloot Montfort dat zijn enige hoop lag in het drijven van een wig in de linies van het koninklijke leger. Hoewel dit aanvankelijk goed verliep, verloren de baronnen het initiatief en toen Llywelyns Welshe hulptroepen onbetrouwbaar bleken en overliepen, keerde het tij van de slag zich definitief tegen hen. Toen de flanken van Eduards leger de baronnen omsingelden werd de positie van Montfort hopeloos en de slag sloeg om in een bloedbad. De royalisten, met de Slag bij Lewes in hun gedachten, vochten met grote bitterheid en waren vastbesloten om hun eerdere schande uit te wissen. Hoewel het in die tijd gebruikelijk was om edelen gevangen te nemen en tegen een losgeld vrij te laten, lieten de royalisten hun woede de volle loop. Ondanks herhaalde pogingen van sommige baronnen om zich over te geven, werden ze over de kling gejaagd. Simons zoon Hendrik werd omgebracht en Simon verloor zijn paard; kort daarna verloor hij zelf het leven en werd zijn lichaam verminkt. Koning Hendrik III was als gevangene (in een tuniek met Simon van Montforts wapenschild erop) aanwezig op het slagveld en was door de felle man-tegen-mangevechten in levensgevaar. Maar door ingrijpen van de voormalige opstandeling ridder Roger van Leybourne werd het leven van de koning gered en werd hij uit zijn gevangenschap bevrijd.

## Nasleep
Na de overwinning waren Hendrik en Eduard vastbesloten om hun gezag over het koninkrijk te herstellen. Het parlement, dat hetzelfde jaar in Winchester bijeenkwam, onterfde alle baronnen die aan de opstand hadden deelgenomen. Met Kerstmis was de opstand van de jonge Simon van Montfort in Lincolnshire neergeslagen, maar de laatste opstandelingen hadden zich verschanst in het kasteel van Kenilworth dat als onneembaar werd beschouwd. In 1266 werd het beleg voor het kasteel geslagen, maar het beleg bleef vruchteloos. Hendrik en Eduard boden de opstandelingen gunstige voorwaarden voor overgave aan. De opstandige edelen konden hun titels terugkopen tegen een prijs die afhing van de individuele betrokkenheid bij de opstand. In eerste instantie wezen de opstandelingen het aanbod af, maar aan het einde van het jaar was de toestand in het kasteel zo penibel geworden dat de opstandelingen het akkoord accepteerden. In 1267 ondertekenden de opstandelingen dit akkoord, het Dictum van Kenilworth. De slag bij Evesham en haar nasleep vormden de laatste grootschalige confrontaties in de binnenlandse strijd die Engeland in de 13e eeuw teisterden. De onderdrukking van de opstand leidde tot een periode van eenheid en rust in Engeland die tot 1290 duurde.